# Marcelo Álvarez (Fußballspieler)
Marcelo Alejandro Álvarez Rivera (* 16. Januar 1967 in Quillota) ist ein ehemaliger chilenischer Fußballspieler. Der Außenstürmer bestritt elf Länderspiele für die Nationalmannschaft Chiles und wurde auf Vereinsebene 1992 chilenischer Meister.

## Karriere

### Verein
Marcelo Álvarez, auch Papelucho genannt, kam 1983 in die Profimannschaft von San Luis de Quillota, wo er bereits in der Jugend gespielt hatte. Nach einem Bruch kam er nur schwer wieder ins Team und wurde 1986 an die Santiago Wanderers aus der Segunda División verliehen. 1987 kehrte er zu San Luis zurück und stieg trotz persönlich guter Leistungen mit dem Team als Tabellenletzter ab. Álvarez kam über die Station Fernández Vial zum CD Cobreloa. Beim Klub aus der Wüstenstadt Calama war er sieben Jahre und bestritt in jeder Spielzeit mindestens 20 Ligapartien. Größter Erfolg war der Gewinn der Meisterschaft 1992. 1996 wechselte der Angreifer zu Deportes Temuco und kam 1997 nochmal zu Cobreloa zurück. Seine letzten Karrierejahre verbrachte Álvarez in der Segunda División, wo ihm zwei Aufstiege glückten. 1998 stieg er als Dritter mit dem CD Santiago Morning auf und 2000 als Meister mit Unión San Felipe. 2001 beendete Álvarez seine Karriere bei Everton.

### Nationalmannschaft
Marcelo Álvarez bestritt elf Spieler für die Nationalmannschaft Chiles. Sein Debüt gab der Offensivakteur im September 1988 beim Freundschaftsspiel gegen Ecuador, als er in der 63. Spielminute für Rubén Martínez eingewechselt wurde und nur drei Minuten später den 2:0-Treffer erzielte. Bis Februar 1989 absolvierte Álvarez neun Länderspiele und spielte seine zwei letzten Länderspiele nach fünfjähriger Pause im März 1994 in den Freundschaftsspielen gegen Frankreich und Saudi-Arabien.

## Erfolge
Cobreloa
- Chilenischer Meister: 1992

San Felipe
- Chilenischer Zweitliga-Meister: 2000